# 合衆国法典第14編
合衆国法典第14編（がっしゅうこうこくほうてんだい14へん、Title 14 of the United States Code）は、合衆国法典の14番目の編(Title)であり、アメリカ沿岸警備隊に関連する分野の法典である。沿岸警備隊は、アメリカ軍のうち、第5の軍種とされるが、アメリカ国防総省管理下の四軍は合衆国法典第10編にて扱われている点が異なっている。

## 概要
以下は、2012年時点の内容である。
- 第14編　沿岸警備隊 (Title 14 - COAST GUARD)
  - 第1部　常備沿岸警備隊(Part I.Regular Coast Guard):第1章 (chapter) から第19章。第1条 (section)から第693条。
  - 第2部　沿岸警備隊予備役及び補助(Part II.Coast Guard Reserve and Auxiliary):第21章 (chapter) から第25章。第701条 (section)から第894条。